# Lilienthal (Schönsee)
Lilienthal ist ein Ortsteil der Stadt Schönsee im Oberpfälzer Landkreis Schwandorf in Bayern.

## Geografie
Die Einöde Lilienthal liegt an der Staatsstraße 2159 etwa 500 m östlich von Dietersdorf am Lohbach, der ungefähr 500 m weiter westlich bei Dietersdorf in die Ascha mündet.

## Geschichte
Das bayerische Urkataster zeigt Lilienthal in den 1810er Jahren ohne eigenen Ortsnamen als Haus Nummer 17 zu Dietersdorf gehörig mit einer Herdstelle. Ab etwa 1890 ist das Anwesen als eine Mühle verzeichnet, die wohl die Wasserkraft des Lohbaches, verstärkt durch einen Leitgraben vom Weisbach her zum Betrieb einer Schleifmühle nutzte.
In der Zeit des Nationalsozialismus in Deutschland taucht das Anwesen 1937 als Köckenschleife in den Kartenwerken auf. Acht Einwohner wurden gezählt. Erhalten geblieben ist der östlich der Bebauung gelegene Mühlenweiher. Die Wasserkraft wurde bisher als Antrieb des Sägewerks verwendet, heute wird diese zur Stromerzeugung genutzt. Darüber hinaus sind die Dächer des heute auf fünf Gebäude zu einem Weiler angewachsenen Ortes mit Solarkraftwerken ausgestattet worden.
Am 31. Dezember 1990 hatte Lilienthal sechs Einwohner und gehörte zur Pfarrei Schönsee.